# Greatest Hits (Simon & Garfunkel)
Greatest Hits är ett samlingsalbum med Simon and Garfunkel utgivet 14 juni 1972.
Albumet innehåller fyra stycken låtar inspelade live och som dittills inte varit utgivna tidigare.
Albumet nådde Billboard-listans 5:e plats. 
På englandslistan nådde albumet 2:a plats och har där sålts i fler exemplar än deras mest sålda studioalbum Bridge over Troubled Water

## Låtlista
Singelplacering i Billboard inom parentes. Placering i Storbritannien=UK 
1. Mrs. Robinson (#1)
2. For Emily, Whenever I May Find Her (#53) (live)
3. The Boxer (#7, UK #6)
4. The 59th Street Bridge Song (Feelin' Groovy) (#13, UK #34) (live)
5. The Sound of Silence (#1) (singelversion)
6. I Am a Rock (#3)
7. Scarborough Fair/Canticle (#11)
8. Homeward Bound (#5) (live)
9. Bridge over Troubled Water (#1, UK #1)
10. America (#97)
11. Kathy's Song (live)
12. El cóndor pasa (If I Could) (Milchberg/Robles/Simon) (#18)
13. Bookends
14. Cecilia (#4, UK #19)

Fotnot: Förutom där det anges är samtliga låtar skrivna av Paul Simon utom Scarborough Fair/Canticle som är en engelsk folkvisa arrangerad av Simon & Garfunkel.